# Hans Jákup Glerfoss
Hans Jákup Glerfoss,  né le 19 novembre 1937 à Mikladalur, aux îles Féroé et mort le 17 janvier 2010, est un peintre, poète et traducteur féroïen. 

## Éléments biographiques
Né le 19 novembre 1937 à Mikladalur, sur l'île de Kalsoy, il est élevé par ses grands-parents et grandit sur l'île voisine de Kunoy. À l'âge de 14 ans, il quitte l'école et part pour Klaksvík, où il commence à travailler, d'abord comme marin, puis comme charpentier. De formation autodidacte, il choisit de devenir artiste peintre à plein temps à l'âge de 25 ans. Il est l'auteur de trois recueils de poèmes publiés dans les années 1960.

## Poèmes
- 1966 : Til B
- 1967 : Fjallafossar
- 1969 : Kvirra í reyðum og bláum

## Adaptation musicale
Les poèmes de Hans Jákup Glerfoss ont été mis en musique et interprétés par Hanus G. Johansen. Un cd intitulé Eitt bla á kann skriva a été publié en 2010.

## Hans Jákup Glerfoss traducteur
Hans Jákup Glerfoss a traduit en féroïen Le prophète, de Khalil Gibran.

## Prix et distinctions
En 1969, le principal prix littéraire féroïen (prix M.A. Jacobsen) lui est décerné. Ce prix a également distingué des auteurs tels que Heðin Brú, William Heinesen, Carl Jóhan Jensen, Christian Matras, Jóanes Nielsen et Rói Patursson.